# Icário (espartano)
Icário, na mitologia grega, foi o pai de Penélope.
Filho de Ébalo ou filho de Perieres e Gorgófona, foi expulso de Esparta com Tíndaro por Hipocoonte. Icário e Tíndaro se refugiaram na corte de Téstio, que casou sua filha Leda com Tíndaro.
Icário se casou com a ninfa Periboea, e teve cinco filhos, Toas, Damasippus, Imeusimus, Aletes e Perileos, e uma filha, Penélope, que se casou com Odisseu.
Icário tornou-se o sogro de Odisseu, e há várias versões sobre como ocorreu o casamento de Odisseu com Penélope. Segundo Pseudo-Apolodoro, quanto Tíndaro viu que havia vários pretendentes para sua filha Helena, Odisseu sugeriu que todos os pretendentes jurassem defender o escolhido de qualquer mal que fosse feito contra ele; só então Tíndaro escolheu Menelau para casar com Helena, e fez Icário casar Penélope com Odisseu. Segundo Pausânias, Icário organizou uma corrida entre os pretendentes de Penélope, e Odisseu foi o vencedor.
Após o casamento de Odisseu com Penélope, Icário propos que Odisseu vivesse na Lacedemônia, e quando Odisseu recusou, Icário tentou que Penélope ficasse. Quando Odisseu e Penélope estavam a caminho de Ítaca, Icário os seguiu, e pediu a Penélope para ficar. Depois de algum tempo em silêncio, Odisseu pressionou Penélope para responder se iria com ele, ou ficaria com o pai, mas ela não respondeu, cobrindo seu rosto com o véu. Icário entendeu que ela queria ir com o marido, e naquele ponto ergueu uma estátua à Modéstia.
Segundo alguns historiadores do Peloponeso, quando Orestes foi julgado no Areópago pelo assassinato da própria mãe Clitemnestra, o acusador não foi Tíndaro, que já tinha morrido, mas Perilaus, filho de Icário.